# دیوید سوتر
دیوید سوتر (انگلیسی: David Souter; ۱۷ سپتامبر ۱۹۳۹ – ۸ مهٔ ۲۰۲۵) وکیل و حقوقدان آمریکایی بود که از سال ۱۹۹۰ تا زمان بازنشستگی در سال ۲۰۰۹ به عنوان قاضی دستیار در دیوان عالی ایالات متحده خدمت کرد. سوتر، توسط رئیس‌جمهور جورج اچ. دبلیو. بوش برای پر کردن کرسی خالی ویلیام جی. برنان جونیور منصوب شده بود.

سوتر که در نیو انگلند بزرگ شد، در کالج هاروارد، کالج مگدالن آکسفورد و مدرسه حقوق هاروارد تحصیل کرد. پس از مدت کوتاهی کار در بخش خصوصی، به خدمات عمومی روی آورد. او به عنوان دادستان در دفتر دادستان کل نیوهمپشر، دادستان کل نیوهمپشر، قاضی وابسته دادگاه عالی نیوهمپشر، قاضی وابسته دیوان عالی نیوهمپشر، و مدت کوتاهی به عنوان قاضی دادگاه استیناف حوزه یکم ایالات متحده آمریکا (۱۹۹۰) خدمت کرد.